# Zamia lacandona
Zamia lacandona är en kärlväxtart som beskrevs av B. Schutzman och Vovides. Zamia lacandona ingår i släktet Zamia och familjen Zamiaceae. IUCN kategoriserar arten globalt som starkt hotad. Inga underarter finns listade i Catalogue of Life.